# かて飯
かて飯（かてめし）は、米に他の穀物や野菜・海藻などの食品を混ぜて炊いた飯。「かて」ともよび、「糅飯」とも書く。

## 概要
かて飯は、米の消費を抑える目的で、雑穀や野菜など他の廉価な食品を炊きこんで増量した飯である。米に加える食品を「かて」と呼び、その種類によって大根飯、蕪飯、芋飯、南瓜飯、小豆飯、山菜飯、海藻飯と呼び分ける。農業技術や輸送、貨幣経済が未発達時代だった近世以前は、全国的に広く食されていた。米が貴重な離島や寒冷地の山村では、粟や稗など雑穀の飯に野菜類を混ぜ炊きする例も見られた。今日では米の不足を補うためというより、季節の料理として、あるいは食卓に変化を持たせるため、えんどう飯、栗飯、松茸飯などの炊き込みご飯や混ぜご飯として食べられることが多い。
日本人の主食は米とされているが、階級や貧富、地域などによって大きな違いがあり、少なくとも昭和30年代までは多くの人たちがこれを常食することはできなかった。昭和も後半に至って高度成長期までには米飯が普及したとされるが、通常は麦飯で、米だけを炊く白米の飯は正月と盆、祭に食べるものであり、凶作や飢饉に備えて米を節約するため、かて飯が食されていた。都市部や漁村の人々は購入した米でふだんでも白米飯を食べたが、農村では水田地帯でさえも麦や粟などの雑穀、芋類や大根、菜などを大量に入れて混炊した飯を食べ、畑作地帯では粟、稗、麦にわずかな米を混ぜた三穀米が常食であり、関東地方の畑作地帯などでは麦が7割から8割の飯を常食としていた。滋賀県蒲生郡日野町では、日常食は麦飯や芋飯、南瓜飯などかて飯で、子供たちは白米飯を食べられる正月を待ち望んだ。この地のわらべ歌に「正月サンおいでたか、雪ほど白いママ食べて……」と、正月と白米飯を待ち望む心情が唄われている。
かて飯は白米飯よりも食味が劣り、腹持ちが悪い。そのため各家庭の主婦は、仕事に出る男性や学校に通う子供の弁当として、釜の底の白米の多い部分の飯を詰めて持たせた。残りのかての多い飯は、家に残る女衆で消費した。別の方法としては、かて飯を炊く釜に「弁当専用」として白米のみを入れた袋を入れて一緒に炊き、炊きあがったところで袋の中の白米飯を弁当に詰めて持たせた。また、かて飯は腐りやすいため、農村でも盛夏に限っては白米飯を食べる地域もあった。

## 大根飯
かて飯のなかでも、大根飯は日本全国で食べられたものである。作り方には地域差があり、前日のうちに大根をさいの目に切り軽く茹で水にさらしておき、翌日米と混ぜて炊く方法や、飯が炊けてから入れて蒸らす方法、麦飯が煮立ったら大根の千切りを入れて炊く方法などがある。東北地方の山村では大根飯が日常的に食されていたため、各家庭では大根を手早く刻むためのかて切りを所有していた。野菜類のかて飯には、ほかに蕪葉、ごぼう、にんじんなどを入れるが、食料が不足した場合にはアカザやウコギなど野草類も入れる。
日本海に面し背後から山が迫っている富山県氷見灘浦は、耕地が少なく農業より漁業が盛んな土地柄で、毎日食べるのは白米のご飯だが、冷ご飯を温めるとき大根飯にする。大根を細く切って鍋に敷きその上にご飯と味噌をのせて蓋をする。火が通ってジュウジュウと音がしたら鍋を下ろし、よく混ぜてから食す。大根のかわりに茹でて細かく切った大根葉や、菜っぱを入れ菜飯にすることもある。

## 芋飯
かてとして飯に炊き込まれる芋には、さつま芋、じゃがいも、里芋がある。特にさつま芋は乾燥や痩せ地に強い利点があるため、温暖な関東以西の地域で広く栽培されて、飯の増量材に用いられた。
埼玉県のさつま芋は川越いもとして日本全国に知られている。産地は入間台地と北足立台地だが、自家用としては全県で栽培されている。入間台地の中央部にある藤沢は農業のかたわら機屋を営む家庭が多い土地柄である。ここではさつま芋の収穫期にさつまいも飯を炊く。ひきわり麦1升に米5合、さつま芋3本くらいの割合で炊き、炊き上がったらよくかき混ぜて温かいうちに食べる。また、北足立台地にある上尾でもさつまいも飯を炊くが、東部低地利根川沿いの樋遣川では里芋の収穫時に里芋飯を炊く。少し大きめの里芋の皮をむいて二つから三つに切り、塩を入れて炊き込む。いつもより麦を減らして芋を入れるので、珍しがられる。
下流の江戸川、中川などによって形成された三角州に水田が広がる、東京都の水郷葛飾の水元では、夏の暑い時期を除き、ほとんど毎日うるち米2升に丸麦5合くらいの割合の麦飯を食べるが、寒い日にはさつまいも飯を炊く。芋は一口大に切り米と一緒に炊き込む。塩少々で味付けするのでさつま芋の甘みが引き立つ。じゃがいも飯も時々つくる。塩を少しと醤油を入れて味をつける。
さつま芋の栽培に適した瀬戸内地方や九州では、生のさつま芋を飯に炊き込むほか、切り干しにして保存したさつま芋を飯に炊き込んだ「かんころ飯」が広く食されていた。

## 栗飯
埼玉県の北足立台地にある上尾や川越の商家では、芋飯だけではなく秋に栗飯を炊く。栗の鬼皮は固く、包丁で剥くのが難しいため、渋皮ごとむきあげて四つ割りにし、水洗いしてから釜に仕掛けて米のみの飯を炊くのと同じ水加減で炊く。炊きあがりが柔らかくなるように酒を少し入れ、塩と醤油で味をつける。多摩川上流の淺川沿いにある東京都の七生では、大粒の栗は茹でて間食にするが、小粒のものは皮をむいて少し茹でてから塩を少々加え、白米ご飯に炊きこむ。
富山県氷見灘浦でも秋には栗飯を炊く。しば栗は包丁で皮をむきすり鉢で渋皮をとる。そのまま米と一緒に炊き食べる時に塩を少々ふる。

## 小豆飯
近世の土佐藩寺川郷（現在の高知県いの町寺川地区）では「アズキホウザにヒエモンガウで何のもてなしでもありませんが」と挨拶したといい、経済状態の悪い家庭の飯は穀物の入らない小豆ばかりだった。稗飯を小豆で増量していたのである。また、「コメ余り」の時代以前にはかて飯として小豆飯を炊く場合も少なくなかった。特に秋小豆はアクが強くウサギの食害に遭わないので、不作の年でも収穫量が多い。このためよく秋小豆でかて飯が炊かれた。宮崎県西都市の銀鏡谷では、小豆を別に煮ておき、稗1升、米2合、小豆3合の割合で炊いたという。その一方で小豆飯はハレの日の食べ物とされることも多い。
埼玉県の東部低地利根川沿いの樋遣川では、祝い事や変わり目のときで赤飯を炊くほどでないときに小豆飯を炊く。8月1日の釜の日には小豆飯を炊き仏前に供え、線香も供える。多摩川上流の東京都の七生では毎月1日と15日の骨休みの日の晩飯に小豆飯を炊く。昼食のあと小豆を七分どおり煮て鍋から引き上げ、冷ました煮汁にといだ米をつけておく。火にかけるとき小豆を加えて炊くと赤い小豆飯になる。

## えんどう飯
富山県氷見灘浦では、えんどう豆の収穫期にえんどう飯を炊く。えんどう豆の若いものは莢から出してそのままを米に入れ、塩味をつけて炊く。ひねたものは前の日によく煮ておき、といだ米の中に入れ塩味で炊く。そらまめ入りの飯もあり、えんどう飯と同じ要領で炊く。

## 山菜飯、きのこ飯
山形県は米どころであり、県北最上の真室川でも食べるのに困るわけではないが、凶作に備え米を節約し大根飯や芋飯を食べる。しかし、それとは別に季節の楽しみとして、初夏にはたけのこ飯を炊き、秋にはまえだけ（マイタケ）の飯を炊く。虫を取り除いて醤油につけたマイタケに酒を加えて味をつけ、白米とともに炊き上げる。また県南置賜では、最上川が北流し水田が開けうまい米が収穫される地域であり、長井ではふだんでもほとんど白米に近い八分搗き米の飯を食べ、正月やお盆でも特別白く搗くことはしないほどであるが、それでも米は倹約されていた。各家庭の生け垣としてウコギが植えられ、これが芽吹く春には「うこぎ飯」が炊かれる。米1升に対し掌に山盛り3杯分くらいのウコギの若葉を炊きこむ。食用植物のウコギを生け垣に仕立てる方式は、名君として名高い上杉鷹山の指導によるものであるという。
富山県氷見灘浦では、じょうぼ飯やたけのこ飯、こけ飯を炊く。春の初め、じょうぼ（リョウブ）の芽を摘んで茹でて細かく切り、よくしぼって味噌で味をつけ、炊き上がったご飯に入れよく混ぜて食べる。たけのこは採りたての新鮮なものを使うとアクがなくて良い。皮をむいて切ったたけのこをといだ米に入れて炊く。味付けはこんぶと醤油で薄味にする。たけのこのだしが出て美味しい。秋には、山から採ってきた、ねずみたけ、しばたけ、しめじ、もたせなどのこけ（キノコ）のごみを取り除き、塩水に漬けてからよく洗い、細かく切ってこけ飯をつくる。といだ米に醤油を入れて薄味をつけ、出汁のこんぶとこけを入れて炊く。炊き上がったらよく蒸らす。こけの香りがしてとても旨い。
多摩川上流の東京都の七生でもたけのこの季節にたけのこ飯を炊く。アク抜きしたたけのこをよく洗い、小さく切って砂糖と醤油で味付けし、炊き上がった飯に混ぜる。このときの飯は麦を入れずに炊く。

## 海藻飯
リアス式海岸が連なり、耕地に乏しい三陸海岸南部宮城県の十五浜では、海産物との物々交換で入手した米に海から得られる海藻を炊きこんだ「昆布飯」「ひじき飯」、「わかめ飯」を日常的に食していた。さらに「アワビ飯」「しらす飯」など、魚介類を炊きこんだ「かて飯」も存在した。米と増量材の割合は3:7だったため、ヒジキ飯などは黒く米粒が見えないほどだった。この地では芋類を炊きこんだ「芋飯」が、かて飯として一番上等であり、他地域からは贅沢の極みに感じられるアワビ飯は「続けて食べれば飽きる」として好まれなかった。
伊豆大島では、2月も末になると、はんば（ハバノリ）が採れはじまるのではんば飯を炊く。磯から採ってきたはんばを軽く水洗いし、砂や細かい石を取り除く。岩から手でちぎり取った物は、特に細かくきざむ必要もない。そのまま米の中に入れて炊き、味付けに醤油と酒を少し入れる。冷たい潮風を受けての岩場でのはんば採りであるが、春の喜びが感じられるという。

## 関東地方の畑作地帯
武蔵野台地は典型的な関東地方の畑作地帯であり、昭和も後半の高度成長期頃までは米が2割から3割それも陸稲米で冷えるとぽろぽろになる麦飯やかて飯を常食とし、水田地帯の人たちから「麦は軽いから、風呂に入ると浮いてしまう」と軽蔑されていた土地柄で、桑畑が多く養蚕業が盛んであった東京都八王子市でも、具材を炒め、白ゴマなどとともに飯に混ぜた「かてめし」は古くから食されており、近年に考案され八王子で親しまれている桑都焼きなどと共に文化庁の100年フードの「未来の100年フード部門～目指せ、100年!～」に2024年に認定された。
川越いもで有名な埼玉県では広くいも飯が食されていたが、秩父地方では、ごぼうやにんじんをささがきにして入れたかて飯が作られる。元々はひな祭りや七夕など特別な日の食べ物であったが、現在は家庭で一般的に作られるほか県内の飲食店でも味わえる。
相模原台地は水田が少なく米と言えば陸稲のことであるが、火山灰に覆われたやせた土地で水の便が悪く日照りが続くと陸稲は凶作になるので、安定した収量の見込まれる大麦、小麦、粟などが多く作られ基本食の中心であった。しかし、かて飯も食され、米の節約や食いのばしのために大根やさつま芋を入れたかて飯のほか、客寄せのときにごちそうとしてつくる、にんじん、ごぼう、こんにゃく、油揚げ、たけのこなどを細かくきざんで酢飯に混ぜ合わせたかて飯もあり、昨今では食生活改善推進団体がレシピを継承し、郷土料理に関する一般向けの講習会などを通じて普及に取り組み地元の観光センターなどでも販売されている。